# Bernardito Auza
Bernardito Cleopas Auza (ur. 10 czerwca 1959 w Talibon) – filipiński duchowny katolicki, arcybiskup, nuncjusz apostolski przy Unii Europejskiej.

## Życiorys
29 czerwca 1985 otrzymał święcenia kapłańskie i został inkardynowany do diecezji Talibon. W 1987 rozpoczął przygotowanie do służby dyplomatycznej na Papieskiej Akademii Kościelnej.
8 maja 2008 został mianowany przez Benedykta XVI nuncjuszem apostolskim na Haiti oraz arcybiskupem tytularnym Suacia. Sakry biskupiej 3 lipca 2008 udzielił mu Sekretarz Stanu Tarcisio Bertone.
1 lipca 2014 roku został ustanowiony przez papieża nuncjuszem apostolskim i stałym obserwatorem Stolicy Apostolskiej przy Organizacji Narodów Zjednoczonych.
1 października 2019 został mianowany nuncjuszem apostolskim w Hiszpanii, jego misja dyplomatyczna obejmowała również Andorę.
22 marca 2025 przeniesiony na urząd nuncjusza apostolskiego przy Unii Europejskiej.